# Ford Eifel
Ford Eifel – samochód osobowy klasy kompaktowej produkowany pod amerykańską marką Ford w latach 1935 – 1940.

## Historia i opis modelu

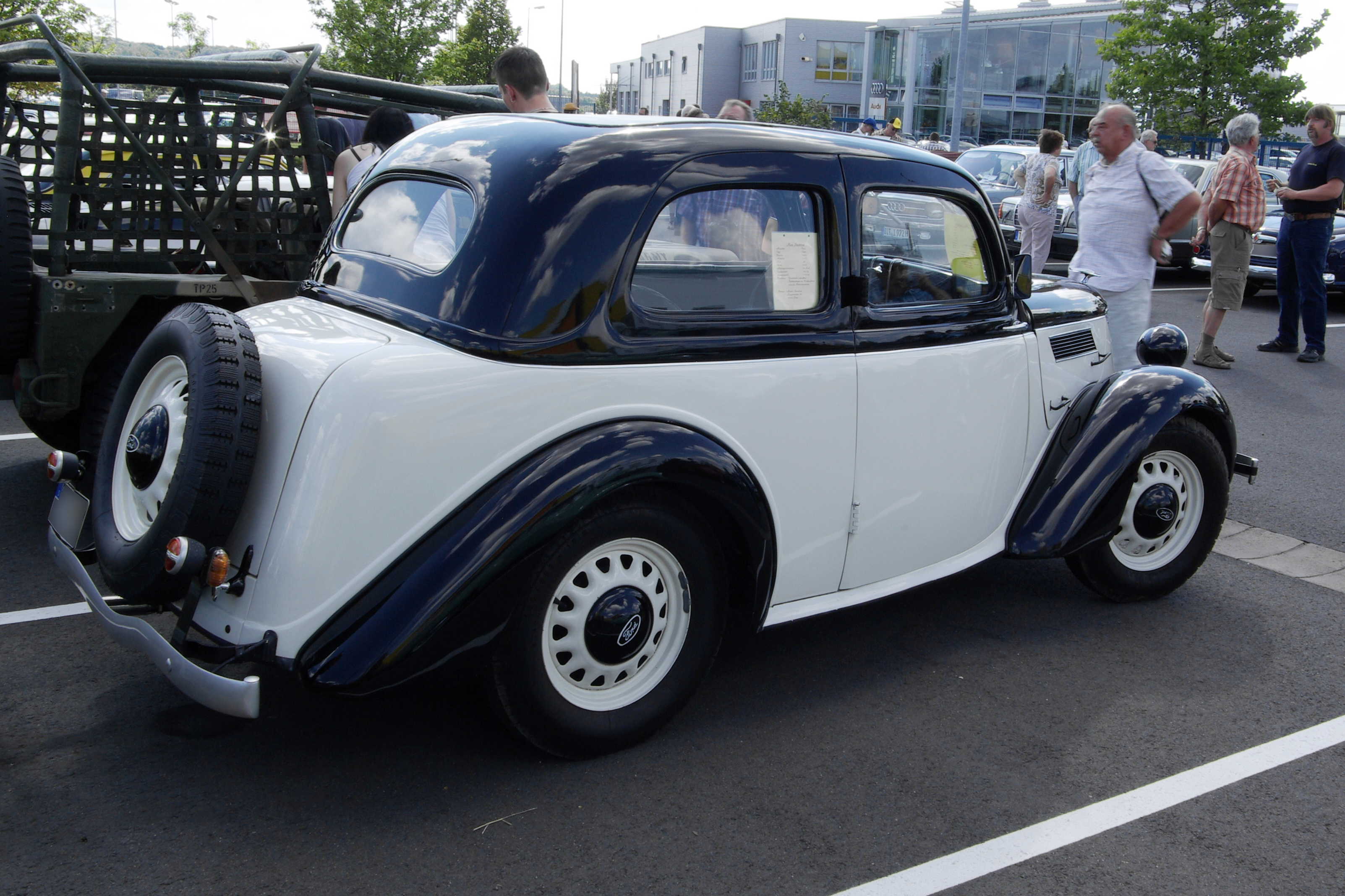
Ford Eifel - tył

W połowie 1935 roku niemiecki oddział Forda przedstawił nowy model Eifel, który w dotychczasowej ofercie zastąpił linię modelową Köln. Samochód powstał na bazie technologii produkowanej w Wielkiej Brytanii linii modelowej Model C. Nazwa pochodziła od pasma górskiego Eifel w Zachodnich Niemczech.

### Produkcja
Podczas trwającej 5 lat produkcji w niemieckich zakładach Forda powstało ponad 62,4 tysiąca sztuk modelu Ford Eifel.

### Silnik
- L4 1,2 l Straight-4